# Fame (Irene Cara-låt)
Fame är en poplåt skriven av Michael Gore (melodi) och Dean Pitchford (text) och släpptes på singel i USA i juni 1980 och är med i filmen Fame från 1980 och TV-serien med samma namn från senare under 1980-talet. Låten framfördes av Irene Cara, som spelade Coco Hernandez i filmen, och fick en Oscar för bästa sång.
"Fame" nådde fjärdeplatsen på Billboard Hot 100 under sommaren 1980. Den nådde också placeringen #1 på Billboards lista Hot Dance Club Play i en vecka. Singeln släpptes inte i Storbritannien förrän i maj 1982.

## Coverversioner
- Låten användes som signaturmelodi för TV-serien Fame som sändes åren 1982-1987. Den framfördes då av Erica Gimpel (som spelade Coco Hernandez), och senare av Loretta Chandler (som spelade Dusty Tyler).
- År 2000 spelade svenskan Nana Hedin in en Eurodanceversion. En audioupptagning finns på hennes officiella webbplats.[2]
- En danscover släpptes av den europeiska tjejgruppen Models.
- Franska progressive-metal-bandet Adagio tolkade 2005 låten på Dominate.
- Japanska pop duo Pink Lady tolkade låtne på japanska, som "Remember".
- Nerdcore/hiphop-artisten Shael Riley tolkade låten för nedladdning över Internet.
- Naturi Naughton tolkade låten 2009 till filmen Fame, med topplaceringen #33 på de brittiska listorna.

## Livecovers
- Kristen Bell, stjräna i Veronica Mars, framförde "Fame" på Emmy Awards 2005.
- Willa Ford, popsångerska och realitysåpoa-stjärna, framförde "Fame" den 1 november 2006 vid TV-kanalen ABC:s Dancing with the Stars.
- Den brittiska tjejgruppen Girls Aloud framförde låten under Chemistry Tour

## I övriga media
- Låten var 2003 signaturmelodin för  NBC:s reality-talangjakt Fame. Serien ingår även i Fame-franchisen.
- Låten är också licenserad till reality-talangjakten Star Academy, där den varit signaturmelodi i vissa versioner, bland annat Fame Academy i Storbritannien, Fame Story i Grekland, och Star Academy i Bulgarien.
- "Fame" var en av låtarna i Nintendo DS-spelet, Maestro! Jump in Music.
- "Fame" tolkades också av The Dan Band i komedifilmen The Hangover 2009.
- Låten förekommer i TV-spelen Just Dance och Just Dance 3 som spelbara.

## Listplacering
| Lista (1980-1983) | Topplacering |
| ----------------- | ------------ |
| Nederländerna     | 1            |
| Nya Zeeland       | 1            |
| Sverige           | 3            |

### Fotnoter
1. 1 2 3  Roberts, David (2006). British Hit Singles & Albums (19th). London: Guinness World Records Limited. sid. 136. ISBN 1-904994-10-5
2. ↑  ”Arkiverade kopian”. Arkiverad från originalet den 11 april 2018. https://web.archive.org/web/20180411041651/http://www.lutzimages.com/nana/. Läst 20 april 2018.
3. ↑  ”Listplacering”. http://dutchcharts.nl/showitem.asp?interpret=Irene+Cara&titel=Fame&cat=s. Läst 16 maj 2011.
4. ↑  ”Listplacering”. Arkiverad från originalet den 2 maj 2014. https://web.archive.org/web/20140502061828/http://charts.org.nz/showitem.asp?interpret=Irene+Cara&titel=Fame&cat=s. Läst 16 maj 2011.
5. ↑  ”Listplacering”. http://swedishcharts.com/showitem.asp?interpret=Irene+Cara&titel=Fame&cat=s. Läst 16 maj 2011.